# Peter Kienesberger
Peter Kienesberger (* 1. Dezember 1942 in Wels, Oberösterreich; † 14. Juli 2015 in Ebermannstadt) war ein österreichischer Verleger und rechtsextremer Aktivist, der in Deutschland lebte. Aufgrund seiner Beteiligung an gewaltsamen Anschlägen des Befreiungsausschusses Südtirol wurde er 1967 in Italien in Abwesenheit mehrfach zu lebenslanger Haftstrafe verurteilt. 

## Leben
Peter Kienesberger wuchs in Gmunden, Österreich auf. Im Sommer 1961, mit 18 Jahren, ging er nach Innsbruck und schloss sich dort dem Befreiungsausschuss Südtirol (BAS) an. Im September 1961 beteiligte er sich an einem Überfall von Georg Klotz auf das Stauwerk Rabenstein im Sarntal. In Folge war er an zahlreichen Aktionen und Anschlägen des BAS beteiligt. Ein Fernsehauftritt von Kienesberger zusammen mit Norbert Burger in der Sendung Monitor am 29. Juni 1966 führte zu einer Verstimmung zwischen der Bundesrepublik Deutschland und Italien. 
Kienesberger war im Juni 1966 zusammen mit Norbert Burger einer der vier Gründer der rechtsextremen Nationaldemokratischen Partei (NDP).
Nach seiner Verhaftung 1967 wurde er in den Polizeiberichten als „Student“ dargestellt. Aufgrund weiterer Aktivitäten wurde er als Mitglied beziehungsweise als im nahen Umfeld der Burschenschaft Brixia Wirkender beschrieben.
Kienesberger wurde in Zusammenhang mit einem Anschlag auf der Porzescharte in Italien gebracht und 1967 von einem Gericht in Florenz in Abwesenheit zu mehrfach lebenslanger Haft verurteilt. Vor österreichischen Gerichten erzielte Kienesberger in gleicher Sache, nach einer ersten Verurteilung, in der Revision einen Freispruch.
Kienesberger siedelte nach den Strafverfolgungsmaßnahmen in Folge seiner BAS-Aktivitäten nach Deutschland über, wo der von der Wochenzeitschrift Die Zeit als „Diplom-Kaufmann“ bezeichnete seit den 1970er Jahren in Nürnberg lebte und als Verleger und Publizist tätig war. Laut Bayerischem Verfassungsschutz verbreitete er über seinen „Buchdienst Südtirol“ rechtsextremistisches Gedankengut.
Kienesberger war mit zwei Prozent Anteil Gesellschafter der Junge Freiheit Verwaltungs- und Beteiligungsgesellschaft mbH in Potsdam und damit Mitherausgeber der Jungen Freiheit.